# Wartburg 1.3
Der Wartburg 1.3 war ein PKW des VEB Automobilwerk Eisenach, der von 1988 bis 1991 hergestellt wurde. Der 1.3 ist das Nachfolgemodell des Wartburg 353.

## Entwicklungsgeschichte

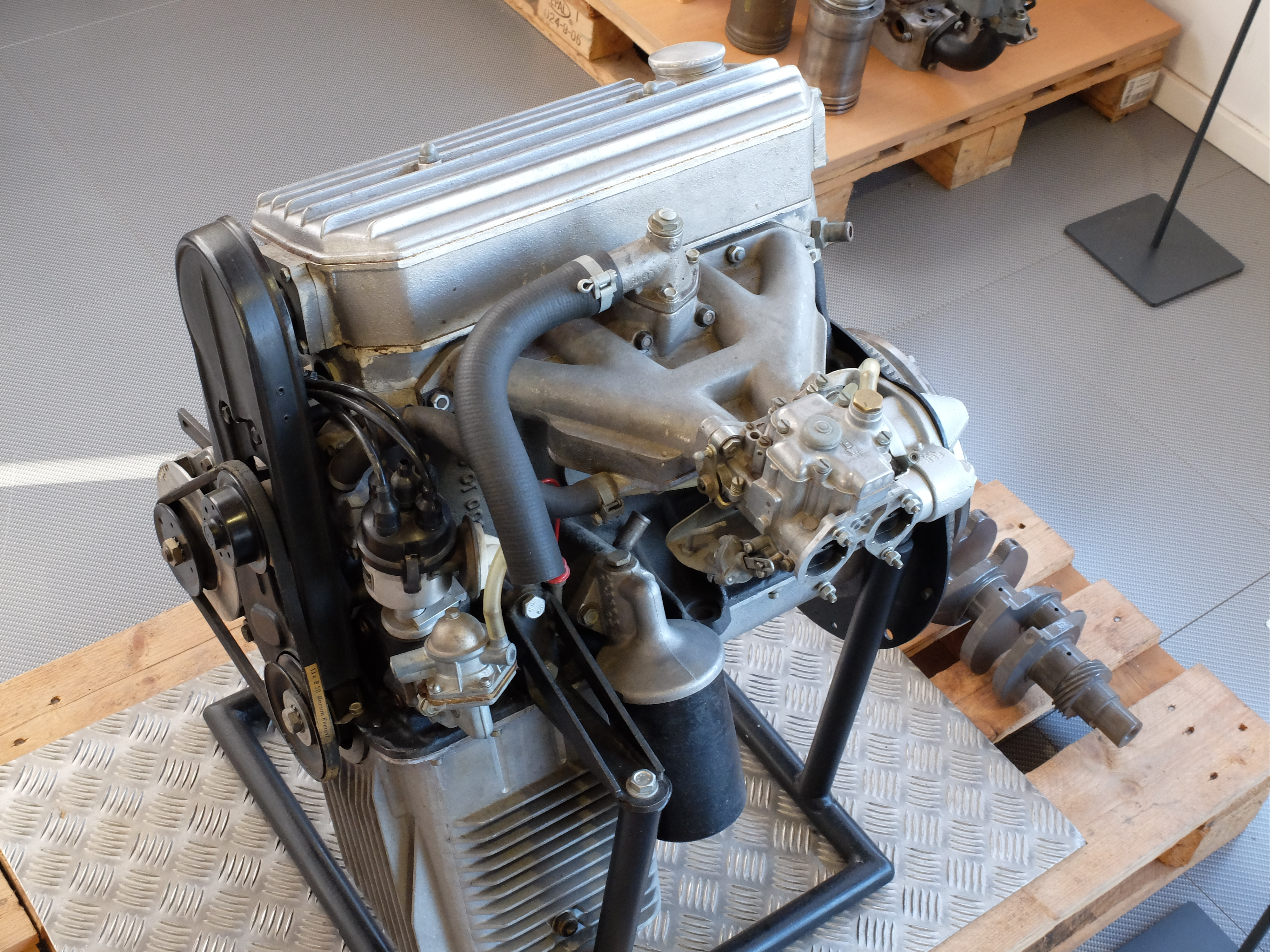
Der 1968–1972 vom AWE entwickelte 1,6-l-Vierzylinder-Viertaktmotor im Museum automobile welt eisenach

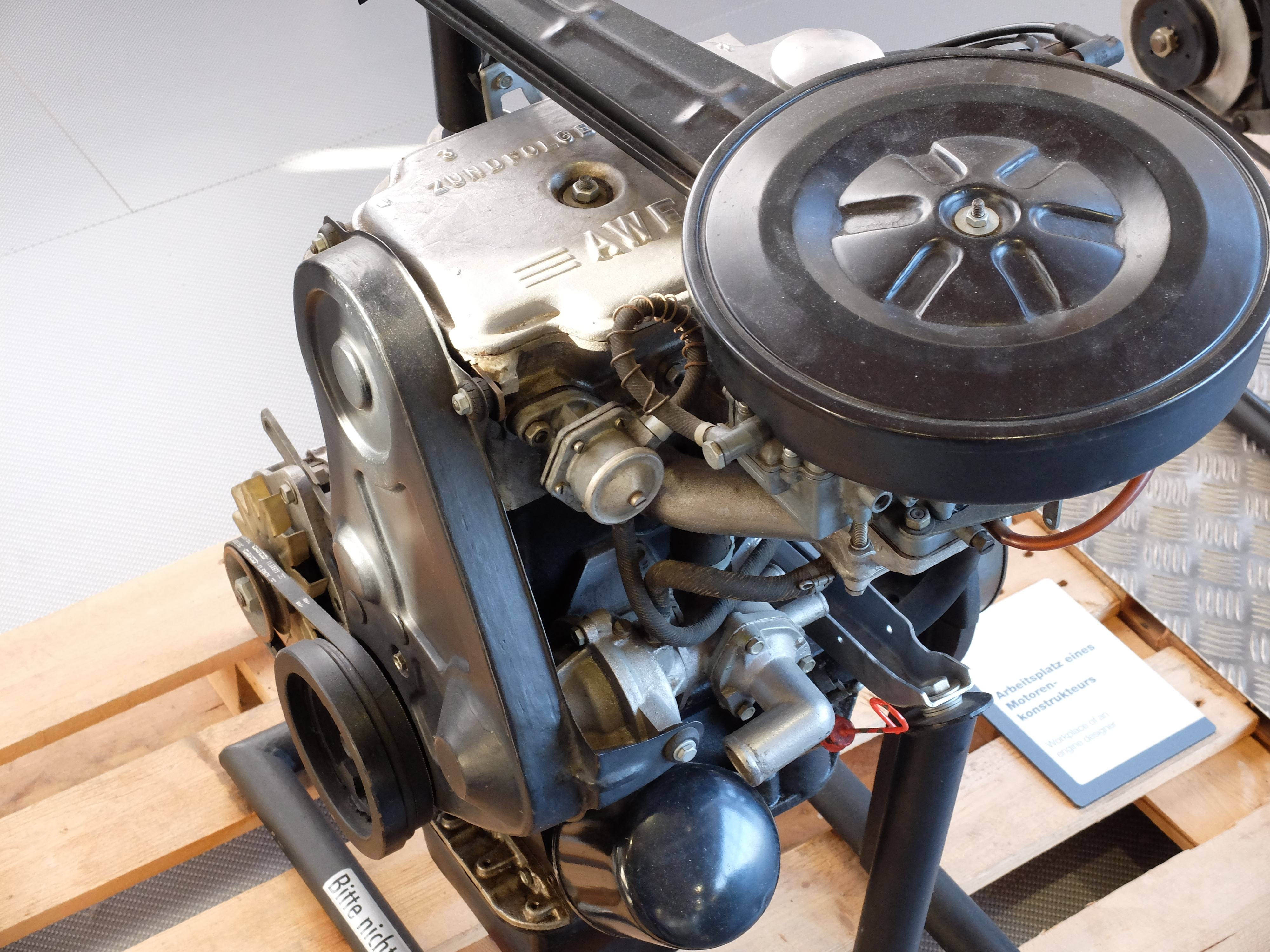
Der 1981–1984 vom AWE entwickelte 1,2-l-Dreizylinder-Viertaktmotor in automobile welt eisenach

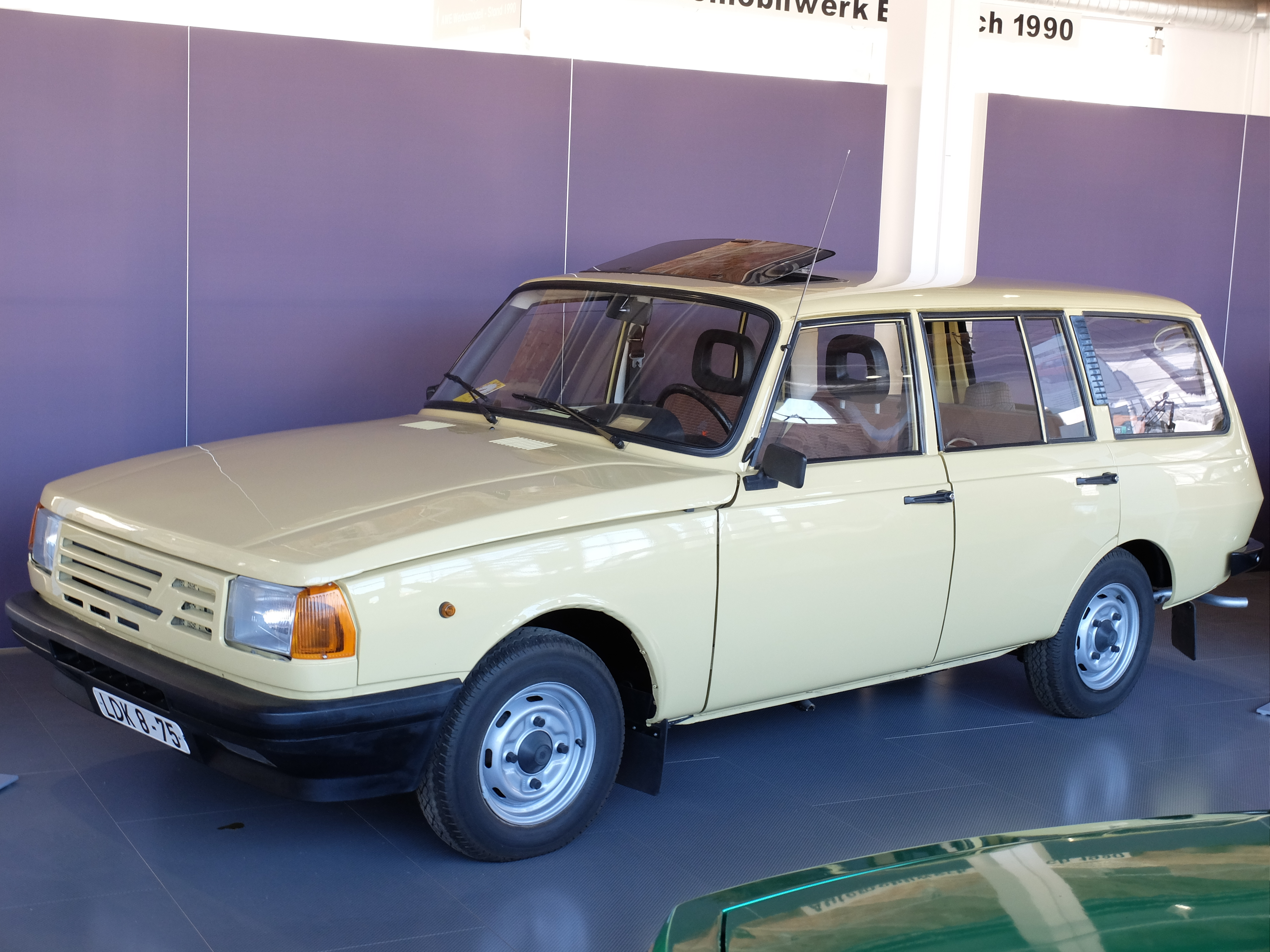
Prototyp Wartburg 1300 mit längs eingebautem VW-Motor (1986)

Die Entwicklung eines Wartburg mit Viertaktmotor zog sich aufgrund einer immer wieder gestoppten Serieneinführung über mehrere Jahrzehnte hinweg. Anfang der 1960er-Jahre hatte man im Automobilwerk Eisenach (AWE) begonnen, einen Viertaktmotor zu entwickeln, was aber weder vom ZK noch vom Politbüro gern gesehen wurde. Stattdessen setzte die DDR-Führung seinerzeit auf die Entwicklung des Kreiskolbenmotors, was jedoch keine befriedigenden Ergebnisse brachte. Parallel dazu wurde 1967 in Zusammenarbeit mit der Bayreuther Motorengesellschaft (BMG) ein V6-Zweitaktmotor im Wartburg erprobt, der bereits für den DKW F 102 vorgesehen war und von Müller-Andernach entwickelt worden war. Zwar ergaben sich bei der Erprobung im Wartburg gute Fahrleistungen, gleichzeitig aber auch inakzeptable Abgaswerte. Hinzu kam ein politisch schlechtes Klima.
Im Juli 1968 stoppte AWE alle bisherigen Motorenprojekte und begann im Rahmen der Entwicklung eines sogenannten Perspektiv-Pkw mit der Arbeit an einem eigenen Viertakt-Hubkolbenmotor. Heraus kam dabei der Typ AWE 1600 (Arbeitsname: 400) – ein Vierzylinder-Viertaktreihenmotor mit 1,6 Liter Hubraum, obenliegender Nockenwelle, Zahnriemen, fünffach gelagerter Kurbelwelle und 82–85 PS Leistung. In Umrissen gleicht die Konzeption dieses längs über der Achse und leicht geneigt eingebauten Motors dem Aggregat des kurze Zeit später herausgebrachten VW K 70. Der Perspektiv-Pkw wurde von der Staatsführung bereits als zu groß und zu teuer abgelehnt, doch der vielversprechende neue Motor hätte mit relativ geringen Anpassungen in den Wartburg 353 eingebaut werden können. Auch waren kleinere Varianten mit 1,1- und 1,3-l Hubraum für Trabant und Wartburg im Gespräch. Im Zuge der Umorientierung auf das RGW-Auto, bei der Škoda für die Motorenlieferung vorgesehen war, kam die Motorenentwicklung bei AWE in den folgenden Jahren jedoch nahezu gänzlich zum Erliegen. Da auch das RGW-Auto scheiterte, wurde letztlich mit all den umfangreichen Entwicklungskosten faktisch nichts erreicht.
Die Folgen waren wachsende Exportprobleme des Wartburg. Im Jahr 1974 verbot Großbritannien die Einfuhr des dort als Wartburg Knight bezeichneten Wagens wegen des als nicht mehr zeitgemäß empfundenen Zweitaktmotors. Übrig blieben die westlichen Exportländer auf der iberischen Halbinsel, Spanien und Portugal, in Skandinavien, dort hauptsächlich Dänemark, sowie Belgien und Griechenland. Zweitakt-Wartburg durften aufgrund von ECE-Normen ab 1979 auch in diesen Ländern  nicht mehr verkauft werden. 1500 solcher Fahrzeuge standen daraufhin dort noch unverkauft auf Halde, und die für die Volkswirtschaft der DDR wichtige Erzielung frei konvertierbarer Devisen stockte. Doch das AWE hatte keinen auf modernem Stand entwickelten Motor mehr zur Verfügung.
Aufgrund dieser Entwicklung war dem Wartburg-Werk die Produktion von 7500 Viertakt-Wartburg für den Export bereits für das Jahr 1978 als staatliche Planaufgabe auferlegt worden. AWE erwog zunächst den Einbau von Fremd-Motoren. Der in Rumänien in Renault-Lizenz gebaute Motor des Dacia 1300 schien dazu sehr gut geeignet, weil seine Konzeption (Längseinbau, Frontantrieb) der des Wartburg entsprach und seine Einbau-Maße sowie seine Leistungs-Parameter denen des Wartburg 353 ähnlich waren. Außerdem war er innerhalb des RGW beschaffbar, was die Devisen-Kasse der DDR entlastete. Einige Prototypen wurden 1978 dementsprechend ausgestattet. Das Projekt scheitere an der staatlichen Plankommission, die in Rumänien Diesel-Lokomotiven, Güterwagen, schwere LKW, Geländewagen und Kleintransporter beordert hatte. Außerdem waren die Produktionskapazitäten in Rumänien weitgehend ausgelastet.
Da der Einbau eines neuen Motors so wesentlich aufwendiger, langwieriger und teurer als gedacht war, zog man diese Auflage später zurück. Dieser hätte neben der Weiterentwicklung des benötigten Aggregats auch, aufgrund des veralteten technischen Standes der Produktionsanlagen, den Bau eines neuen Werkes, insgesamt 4 bis 5 Mrd. Mark, erfordert. Erich Honecker ordnete zur Finanzierung der dazu notwendigen Investitionen an, dass der Kaufpreis für ein neues Auto bereits bei der Bestellung des Fahrzeugs beim IFA-Vertrieb zu zahlen sei. Nach persönlicher Intervention von Günter Kleiber bei Honecker, verbunden mit dem Hinweis, dass diese Anordnung gegen sämtliche Gesetze der DDR verstoße, zog Letzterer diese Anweisung zurück.
Das Politbüro der SED beschloss am 6. November 1979, mit Ausnahme von Weiterentwicklungen am Trabant sämtliche Forschungs- und Entwicklungsarbeiten im Bereich des Pkw-Baues in der DDR einzustellen. Somit war, obwohl die Exporte von Zweitakt-Pkw ins NSW unmöglich wurden, die Produktion eines Wartburgs mit DDR-Viertaktmotor abgelehnt geworden.
Aufgrund der enormen Absatzschwierigkeiten, die sich selbst in den sozialistischen Exportländern abzeichneten, war dem AWE 1981 noch einmal die Entwicklungsarbeit an einem Viertaktmotor genehmigt worden. Das Werk arbeitete daraufhin an einem Dreizylinder-Viertaktmotor zum Längseinbau. Vergleichbare Motoren gab es seinerzeit noch nicht, lediglich Daihatsu stellte einen konzeptionell ähnlichen Motor (allerdings quer eingebaut) her. Es habe nach Jahren der Demotivation eine Aufbruchstimmung geherrscht. In kurzer Zeit gelang es, ein modernes, leistungsstarkes und dennoch sparsames Triebwerk auf kleinstmöglichem Bauvolumen zu entwickeln, das nahezu ohne Änderungen an der Karosserie in den Wartburg hätte eingebaut werden können. Die Zuliefererbetriebe bereiteten schon den auf Oktober 1986 festgelegten Serienbeginn vor. Umso überraschender war es, dass das Politbüro im Oktober 1984 den Beschluss fasste, die Entwicklung abzubrechen.
Die Staatsführung war, allen bisherigen ideologischen Verlautbarungen der „Störfreimachung vom Westen“ zum Trotz, plötzlich auf den Gedanken gekommen, den Motor EA111 von VW in Lizenzproduktion zu nehmen. Der ZK-Sekretär der SED für Wirtschaftsfragen, Günter Mittag, hatte dazu auf der Hannover-Messe 1984 eigenmächtig und nicht durch DDR-Recht gedeckt (ein solcher Abschluss hätte in der Kompetenz der DDR-Regierung gelegen) einen Vertrag mit der Volkswagen AG geschlossen. Die Entscheidung erschien absurd, da das ausgewählte VW-Aggregat baulich gar nicht dafür geeignet war, im Wartburg verwendet zu werden. Der Motor war zu groß für den Motorraum des Wartburg 353 und erforderte zudem ein anderes Getriebe. An der Entscheidung der Staatsführung ließ sich jedoch nicht mehr rütteln. Es erging also der Auftrag, den Wartburg 353 W so anzupassen, dass der VW-Motor darin Platz zu finden habe, was in Eisenach keine Begeisterung auslöste. Unter strenger Geheimhaltung wurde ein Wartburg 353 W nach Wolfsburg ins dortige VW-Werk gebracht und dort mit einem Motor von VW ausgerüstet. In Eisenach begann danach die Anpassung des 353 W. Dieser aufgrund seines längeren Motorraums „Nasenbär“ genannte Wagen auf Basis eines 353 W Tourist hatte einen längs eingebauten Motor mit dem Getriebe des 353 W. Der heute noch funktionsfähige Prototyp befindet sich im Museum in Eisenach. Aus Gründen der Ästhetik, der ungünstigen Fahreigenschaften und einer Vorgabe der Barkaswerke (Quereinbau) wurde diese Entwicklung jedoch 1986 abgebrochen.
Der Quereinbau erforderte eine aufwändige Umkonstruktion des Vorderwagens und des Antriebes und damit eine erheblich größere Investition, als sie für den eigenentwickelten Motor nötig gewesen wäre. Trotz Protest des Chefkonstrukteurs beim AWE-Werkleiter wurde der Quereinbau des VW-Motors angeordnet (kolportiertes Zitat Werkleiter: „Und wenn dein Motor aus Gold ist, der VW-Motor kommt rein!“). Der Mehraufwand war Teilursache der Kostenexplosion ab 1984 in Zusammenhang mit dem VW-Motor.
Zahllose Prototypen, die sich heute in Museen (zum Beispiel automobile welt eisenach, Sächsisches Fahrzeugmuseum Klaffenbach in Chemnitz) befinden, belegen, dass andere Fahrzeuge möglich und in Vorbereitung waren. Teils aus politischen Gründen, teils aus materiellen Gründen (die Ressourcen für eine Komplettumstellung der Fertigung waren in der ostdeutschen Wirtschaft nicht vorhanden) gelangten diese Prototypen nie in die Serienfertigung. Nicht zuletzt kostete das unter anderem mit Škoda projektierte RGW-Auto wichtige Entwicklungsjahre. Auch wurden die Prototypen Wartburg 360 (1974) und 610 M (1978) mit selbsttragender Karosserie nie in Serie gebaut.

## Serienfertigung

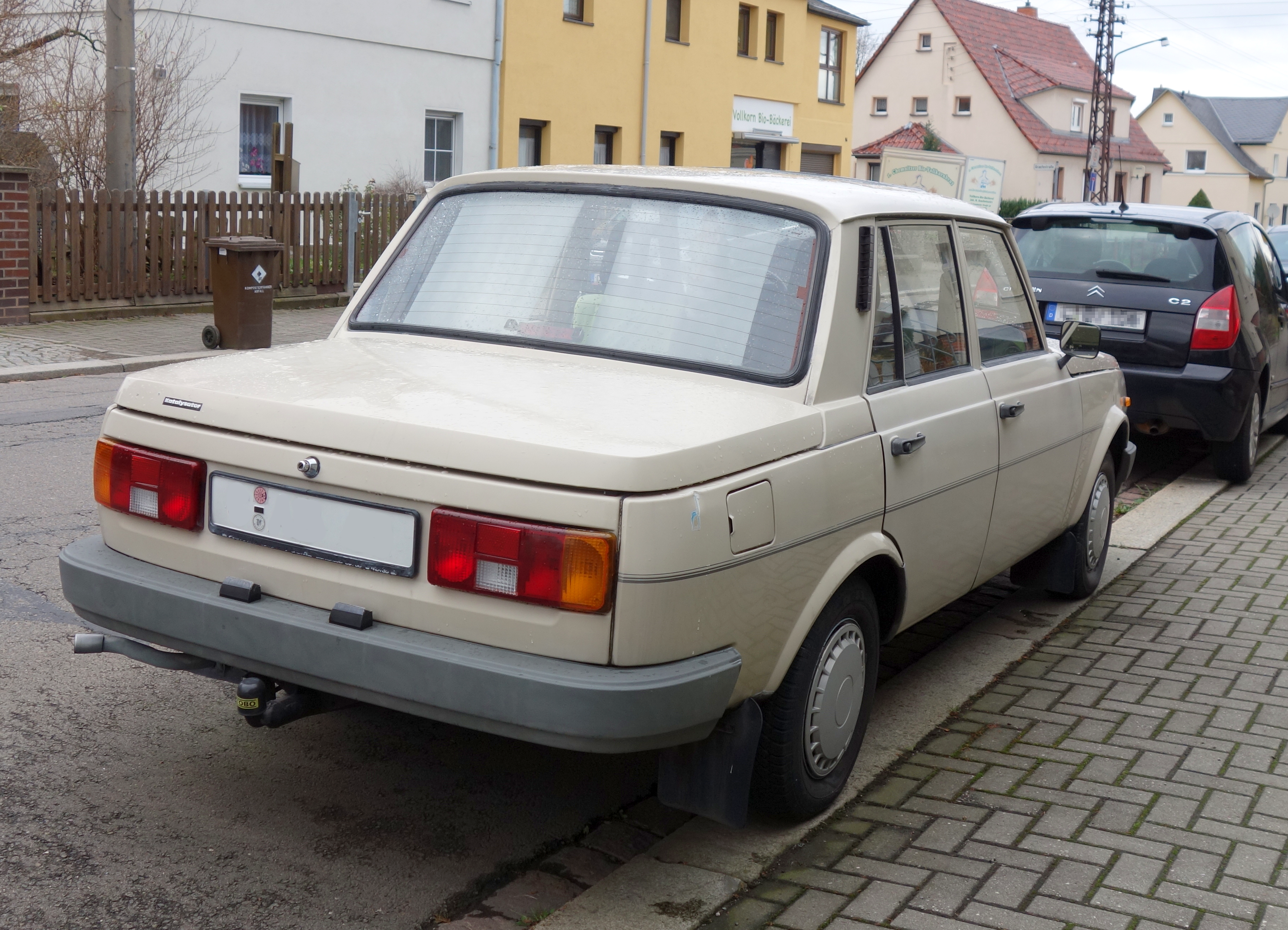
Heckansicht der Limousine

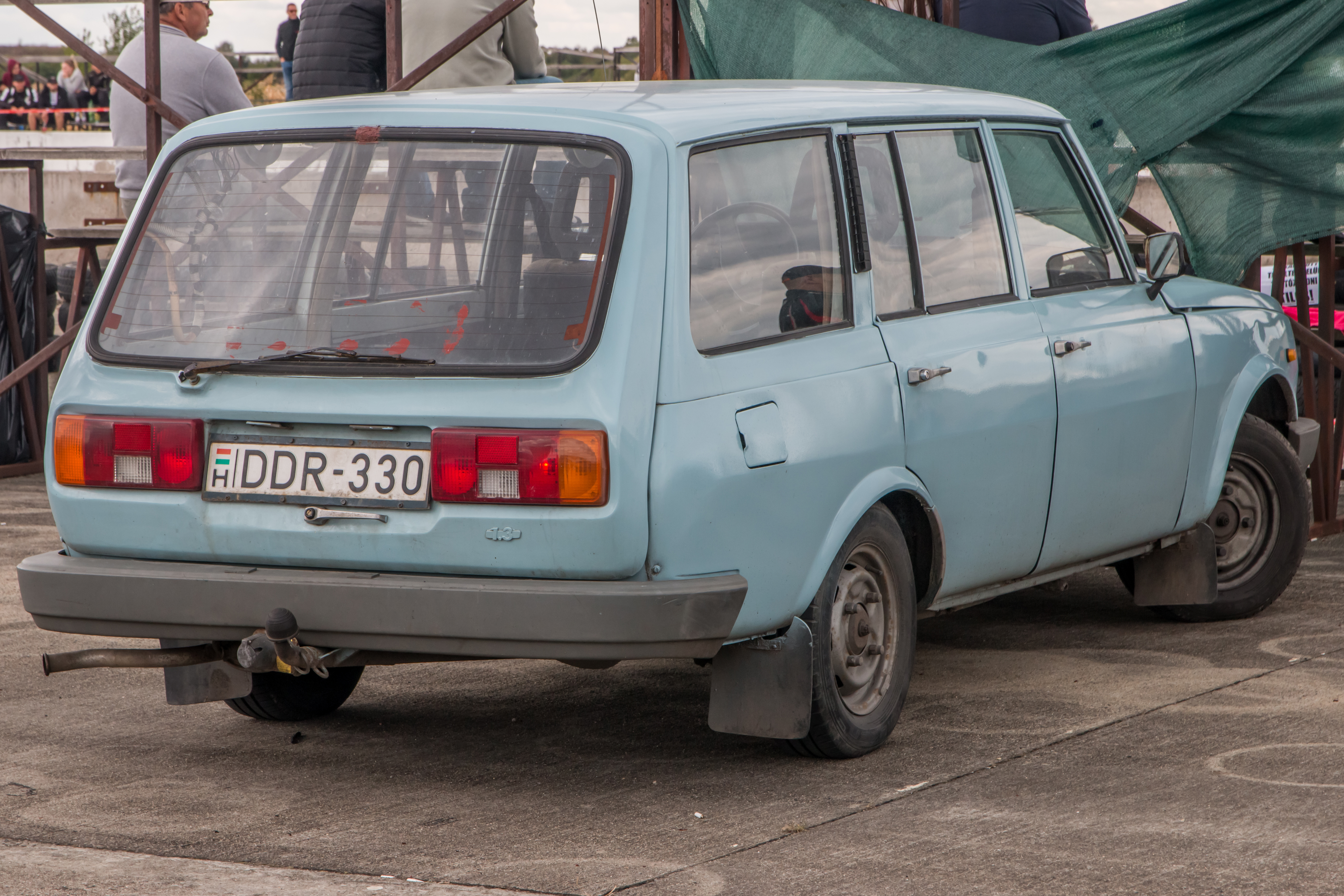
Heckansicht des Wartburg 1.3 Tourist

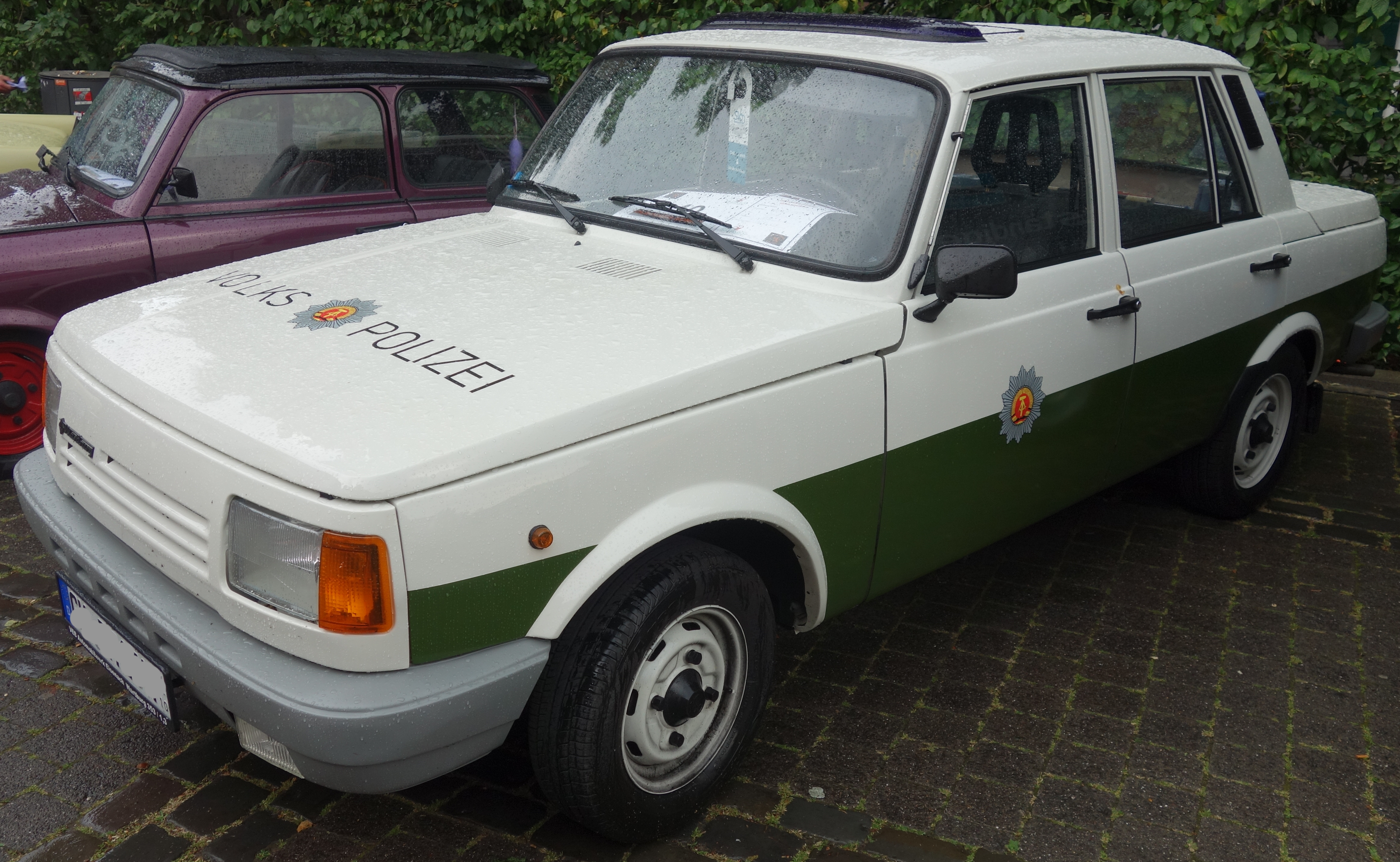
Wartburg 1.3 S der Volkspolizei

Am 12. Oktober 1988 begann die Serienfertigung der Limousine Wartburg 1.3 in Eisenach mit VW-Motor. Dieser 43 kW (58 PS) leistende Motor wurde ursprünglich für den VW Polo 86c entwickelt und in der DDR für VW und für den Eigenbedarf hergestellt. Außer dem neuen Motor und einem neuen Vierganggetriebe gab es gegenüber dem Wartburg 353 einen geringfügig veränderten Innenraum. Der Karosseriegrundkörper und das Fahrzeugkonzept mit separatem Kastenprofilrahmen und aufgesetzter nicht tragender Karosserie wurden beibehalten. Wie der Trabant 1.1 sieht der Wartburg 1.3 seinem Vorgänger sehr ähnlich.
Zuerst sollte der neue Eisenacher Wagen „1300“ heißen und in der S-Ausführung ein Armaturenbrett wie im Polo 2 (Bj. 1981–1994) und ein Fünfganggetriebe erhalten. Der 1.3 Tourist wurde zwar schon 1988 zusammen mit der Limousine auf der Leipziger Herbstmesse gezeigt, aber erst im Februar 1989 lief die Serienfertigung des 1.3 Tourist N/S an.
Änderungen gegenüber dem Wartburg 353 W:

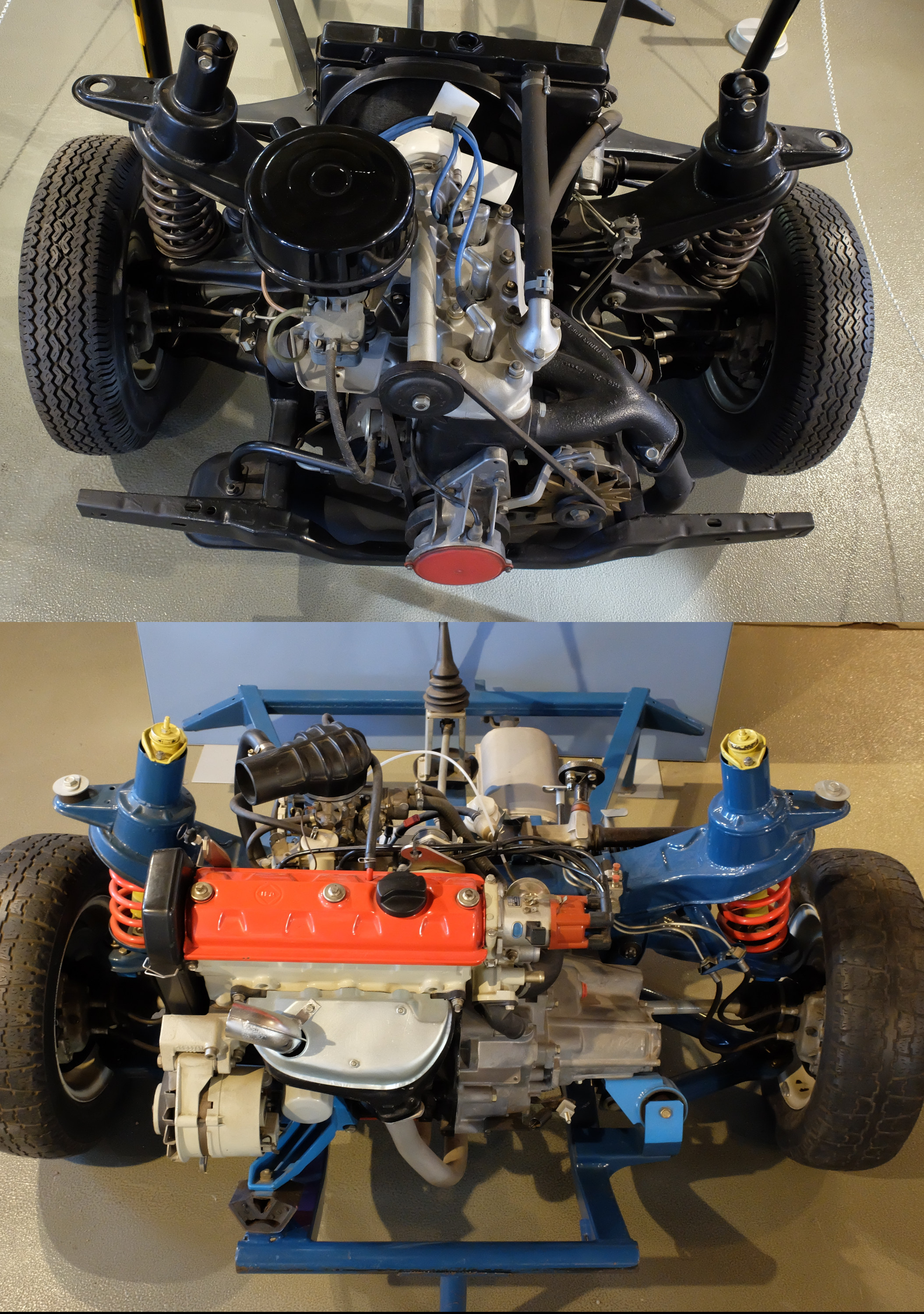
Vergleich Triebsatz Wartburg 353 (oben) und Wartburg 1.3 (unten)

- Innenraum: Anfangs noch mit Teilen aus der 353-W-Produktion (brauner Stoff, kurze schwarze Griffe), dann aber mit neuen (schwarzer Stoff, lange schwarze Griffe aus dem Opel-Regal). Ebenso verhielt es sich mit den Sitzen. Aus dem 353 W wurden zunächst die Kopfstützen übernommen, dann jedoch im Laufe der Serie durch solche aus mit Stoff bezogenem Schaumstoff ersetzt.
- Armaturentafel und Bedienungseinrichtungen: Die Instrumente wurden bis auf die neue KMVA (Kraftstoffmomentanverbrauchsanzeige) vom 353 W übernommen, das Armaturenbrett und dessen Gestaltung wurden komplett überarbeitet. Auch kam ein neuer Lenksäulenkombinationsschalter (Blinker/Wischer/Hupe) zum Einsatz. Die Heizung mit Belüftungsgebläse wurde ebenfalls komplett neu konstruiert.

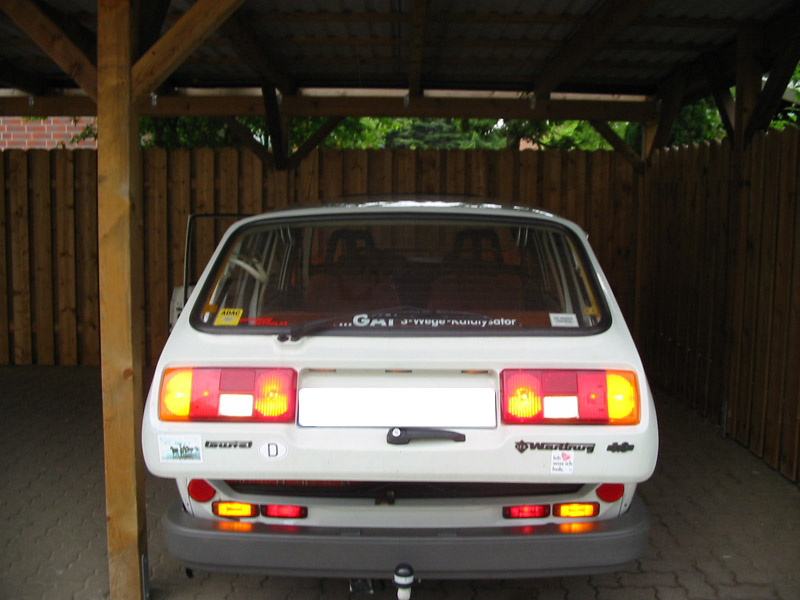
Neue Vierkammerleuchten im Heck des Wartburg 1.3 Tourist

- Neue Vierkammerleuchten im Heck des Wartburg 1.3 Tourist Karosserie: neue kunststoffummantelte Stoßfänger, vollständig neuer Vorderwagen – unter anderem eine geänderte Motorhaube, andere Blinkeranordnung (Blinker mit in die Frontpartie integriert, kleine Zusatzblinker an den Kotflügeln) –, neue ausgestellte Kotflügel vorn und hinten wegen Vergrößerung der Spurbreiten sowie geändertes Heck: Hier wurden neben dem Kofferraumabschluss mit neuen flachen Vierkammerleuchten auch ein geringfügig höherer Kofferraumdeckel (Limousine) eingeführt. Der Kombi erhält wegen der bei geöffneter Heckklappe nicht mehr sichtbaren Rückleuchten wie auch beim 353 kleine Zusatzleuchten hinter der Heckklappe unter der Ladekante, siehe Bild. Übernommen aus dem 353 W wurden die Frontscheinwerfer, die Türen und die ab 1984 eingebauten Türaußen- und -innengriffe sowie die Front- und Heckscheibe. Beim Tourist bestanden die hinteren Kotflügel und die Heckklappe wieder aus glasfaserverstärktem Kunststoff. Das Konzept des schnellen und günstigen Austausches ganzer Fahrzeugpartien wurde beim 1.3 erweitert.
- Technik: Spurverbreiterung vorn und hinten sowie neue Radmitnehmer vorn, geänderter Rahmen, neuer 1,3-Liter-Motor (bauähnlich mit der EA-111-Baureihe von VW). Diese Motorgeneration wurde als BM860 in den Wartburg, als BM880 im Barkas B 1000-1 und ab 1990 als BM820 mit geringerem Hubraum (1,1 l) im Trabant 1.1 eingesetzt. Der Motor selbst wurde in Karl-Marx-Stadt auch für VW in geänderter Form gefertigt. Das neue Vierganggetriebe von AWZ wurde quer zur Fahrtrichtung eingebaut, weshalb auch neue verschieden lange Antriebswellen eingeführt werden mussten.
- Probleme bereitete von Anfang an das Getriebe. Es war für den Trabant 1.1 entwickelt worden und harmonierte weder in der Übersetzung, noch in der Abstufung, noch in der Dimensionierung der Bauteile mit dem hubraum- und leistungsstärkeren Motor sowie dem höheren Gewicht des Wartburg. Verbesserungen sollte ein Fünfganggetriebe bringen.
- Experimente: Es wurden in der laufenden Serie immer wieder Neuerungen getestet. Dazu zählten eine Schwimmsattelbremse und ein Fünfganggetriebe.

## Modellpflege
Änderungen 1989

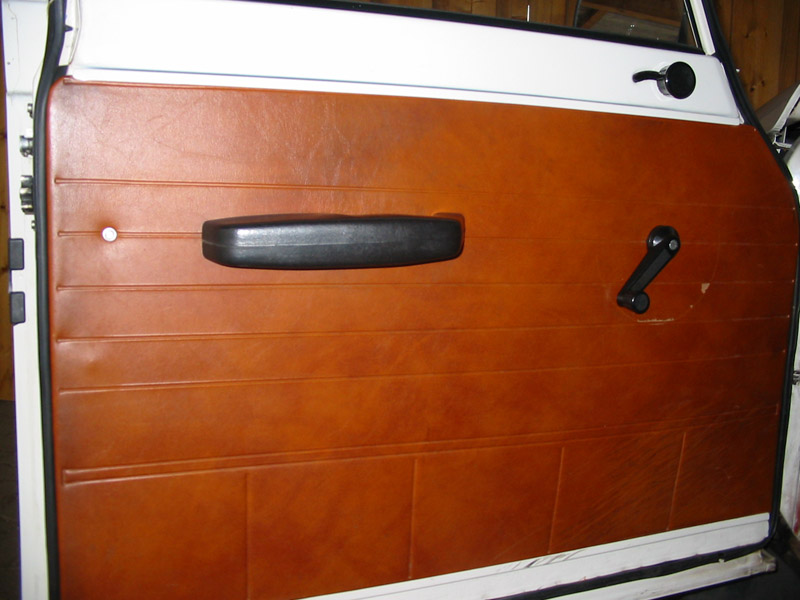
Tür des Tourist, Baujahr 1989: Türinnenverkleidung aus braunem Kunstleder und Griff des Wartburg 353 W

- Detailänderung am Türbezug: Statt des bisher verwendeten braunen Stoffes wurde nun braunes Kunstleder eingesetzt.

Änderungen 1990
- Türbezug: schwarzer Stoff statt Kunstleder
- neue lange Hartschaumgriffe vorne statt der bisher kurzen alten 353-W-Griffe
- erstmals Abschleppöse hinten beim Tourist
- Ersatz der Steinschlagfolie durch ein passendes Teil aus Kunststoff mit einer höheren Lebensdauer
- neue Türgriffe mit schwarzen Abdeckungen

Änderungen 1991
- Komplettänderung der Pedalerie: neue Aufhängung
- neuer abblendbarer Innenspiegel
- Abschleppöse hinten nun auch bei der Limousine
- Sitze vorn vom Opel Kadett E übernommen und mittels Adapter angepasst
- Türbezug: neue Opel-Griffe, ebenfalls vom E-Kadett
- kürzerer Gasbowdenzug
- neuer enger anliegender Außenspiegel (vgl. Trabant 1.1)

Am 10. April 1991 wurde die Produktion eingestellt. An diesem Tag lief der letzte Wartburg vom Band.
Die Investitionen von ca. 9 Milliarden DDR-Mark (mit Getriebe) hatten sich nicht gelohnt; eine komplette Eigenentwicklung hätte nur ca. 4 bis 5 Milliarden Mark (inkl. Werkserneuerung in Eisenach) gekostet. Der VW-Motor war eben eine Vorgabe aus Berlin, nicht aus Eisenach. Erprobt und von bekannter Marke hatte er den Vorteil, die Wertigkeit des Fahrzeugs stark zu verbessern.

## Modellpalette
- Limousine, viertürig
- Kombi, viertürig („Tourist“)
- Pickup, zweitürig („Trans“)

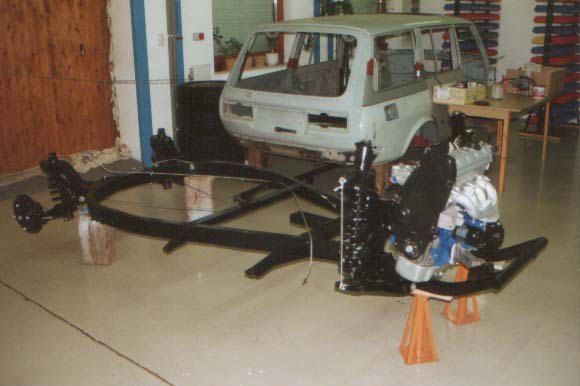
Wartburg 1.3: Rahmen mit Motor, von 1988 bis 1991
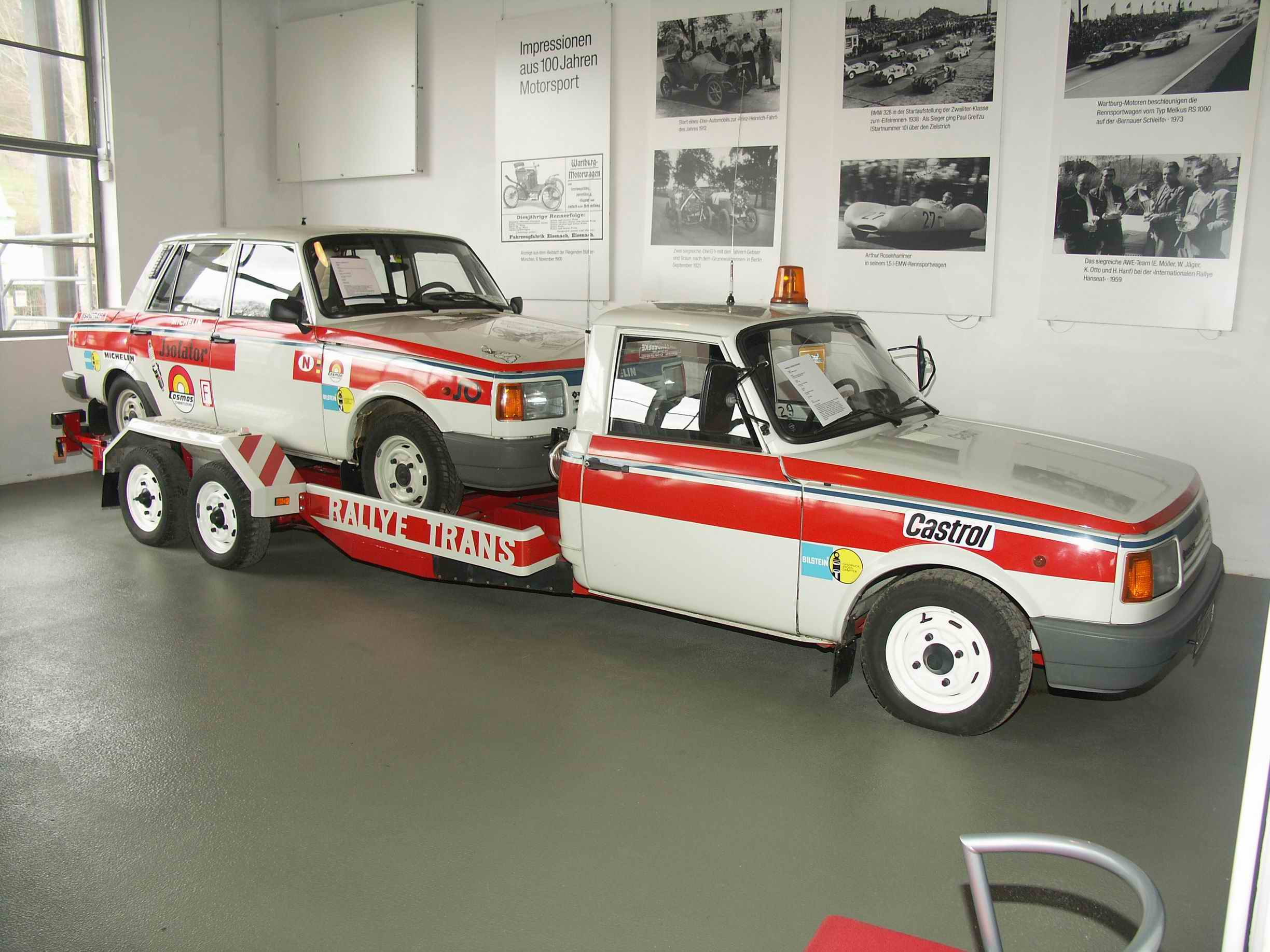
Wartburg 1.3 Trailer mit Wartburg Rallye 1.3 (Wartburg Rallye Team)
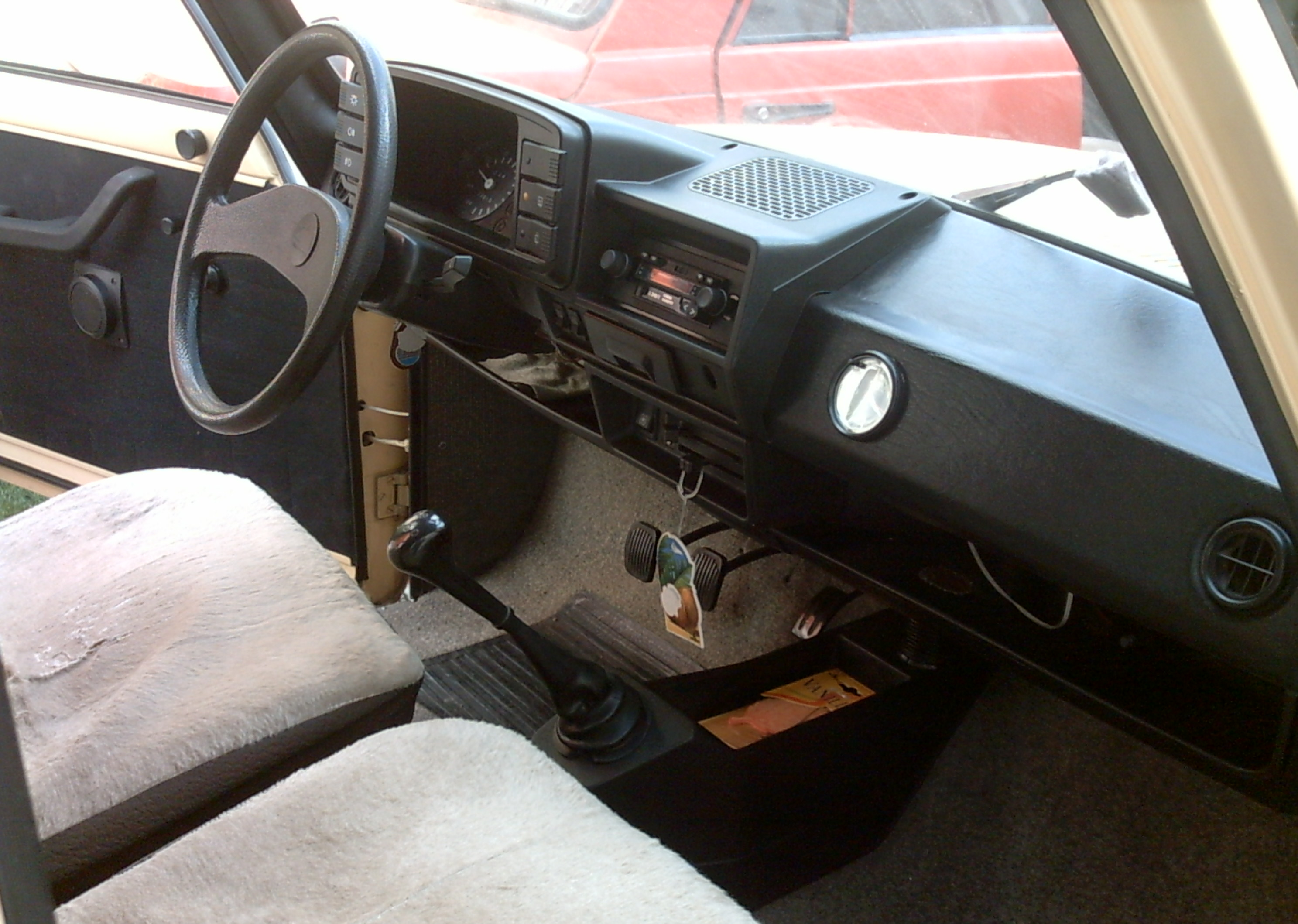
Armaturenbrett des Wartburg 1.3
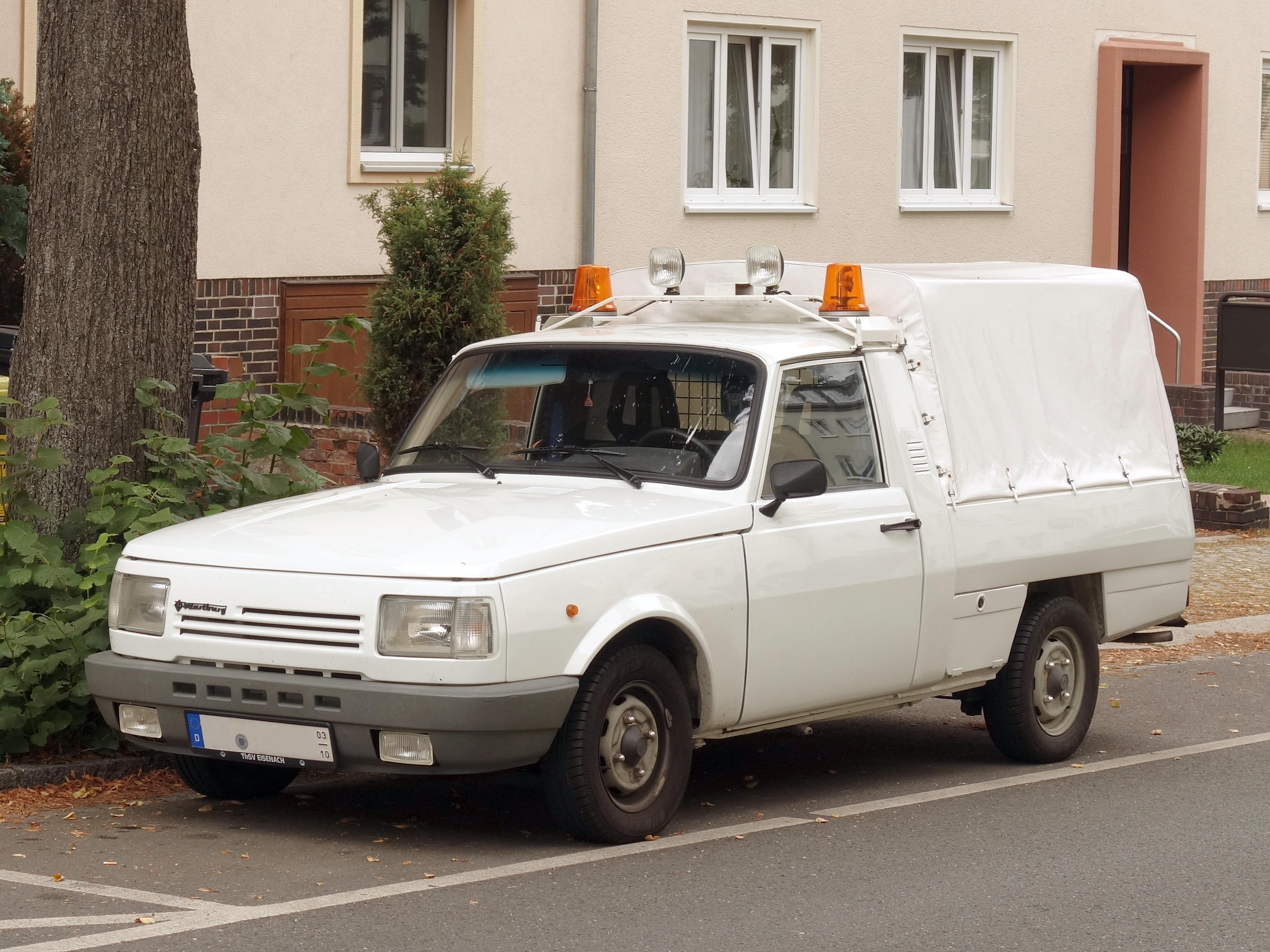
Wartburg 1.3 Trans (Pickup)

## Technische Daten
- L/B/H: 4.220/1.645/1.495 mm (Limousine); 4.280/1.645/1.520 mm (Tourist); 4.224/1.644/1.695 mm (Trans); Achsstand 2450 mm
- Bodenfreiheit (beladen): 122 mm
- Motor: Vierzylinder-Viertakt-Ottomotor, flüssigkeitsgekühlt, bauähnlich der VW-EA-111-Baureihe (Polo, z. T. Golf; Motorkennungen: N; NZ), „Alpha Deal“ Mitte der 1980er-Jahre
  - Motormasse: 107,5 kg
- Hubraum: 1.272 cm³
- Leistung: 43 kW / 58 PS bei 5400/min (bis Juni 1990), 47 kW / 64 PS (ab Juli 1990)[5]
- Drehmoment: 96 Nm (9,8 kpm) bei 3300/min
- Kraftstoff: Benzin, min 91 ROZ
- Vergaser: ein Fallstromvergaser 34 TLA (Bauart: Weber)
- Getriebe: synchronisiertes Viergang-Wechselgetriebe mit Fernschaltung (Masse mit Öl ca. 29 kg)
- Kupplung: Einscheiben-Trockenkupplung TF 180-120 (TF 180 DE2R)
- Fahrwerk: Einzelradaufhängung, vorn getrieben, asymmetrische Humpfelgen 4 1/2J×13H 1-B-J 45-1 (13″), Reifen 165/80 R 13 82 S sl, 175/70 R 13 80 S
- Wendekreis: 10,8 m
- Bremsen: Trommelbremsen, feststellbar hinten, Scheibenbremsen vorn
- Akkumulator: 12 V / 44 Ah
- Zündanlage: Transistorzündung mit Geberprinzip, Hall-Effekt
- Elektroanlage: Drehstromlichtmaschine 14 V / 57 A
- Hauptbeleuchtung: H4-Halogenscheinwerfer 60/55 Watt
- Kofferraum: 525 l (Limousine); Ladefläche L/B: 1.940 mm / 1.300 mm (Tourist); 1.700 mm / 1.400 mm (Trans)
- Gesamtmasse Leer/Nutzmasse/Gesamtlast: Limousine: 900 kg/420 kg/1.320 kg; Tourist: 960 kg/450 kg/1410 kg; Trans: 840 kg/550 kg(davon 440 kg; auf der Ladefläche)/1.320 kg;
- Verbrauch auf 100 km (Werksangabe): 6,8 l (bei konstant 90 km/h); ca. 7,4 l (Euro-Mix)
- Höchstgeschwindigkeit: 150 km/h. laut Fahrzeugscheinen: 135–141 km/h
- Zuglast: ungebremst 500 kg; gebremst 650 kg (bei nachgerüsteter Anhängerkupplung)
- Dachlast: ohne Schiebedach 60 kg, mit Schiebedach 40 kg (Ausnahme siehe: Wartburg Konzept L)
- Inhalt Kraftstoffbehälter: 43 l
- Rampenfähigkeit: vorne 24 %; hinten 15 %
- CO2-Ausstoß: 170 g/km
- Schlüsselnummer Hersteller: 0873
- Schlüsselnummer Modell: 302 (Limo); 305 (Tourist)
- Umweltplakette: 1 (auch bei U-KAT) es gibt jedoch Ausnahmen, z. B. mit einer Nachrüstung auf G-KAT für die Plakette 4

### Produktionszeitraum und -zahlen (1988–1991)
- Wartburg 1.3 Limousine 10/88 – 04/1991
- Wartburg 1.3 Tourist 02/89 – 04/1991
- Wartburg 1.3: 152.775 Fahrzeuge
  - davon Wartburg 1.3 „Trans“: ca. 920 Fahrzeuge

## Preise und zugrundeliegende Kalkulation
- Wartburg 1.3 Limousine: 30.200 Mark
- Wartburg 1.3 S-Limousine: 31.580 Mark
- Wartburg 1.3 Tourist: 33.775 Mark
- Wartburg 1.3 S-Tourist: 35.190 Mark

Preiskalkulation Wartburg 1.3, normale Limousine:
- Abgaben für die richtige Bewertung der menschlichen Arbeitskraft, die direkt an den Staatshaushalt abgeführt wird: 744 Mark
- Produktionsfondabgabe für die Nutzung der Grundmittel, die direkt an den Staatshaushalt abgeführt wird: 2.906 Mark
- Gewinn für den Betrieb: 940 Mark
- Betriebspreis: 25.850 Mark
- Industriepreis: 28.700 Mark
- Transport- und Handelskosten sowie erforderlicher Gewinn für den VEB IFA-Vertrieb: 1.500 Mark
- Ergibt die obigen 30.200 Mark

Mit dem Modellwechsel vom 353 zum 1.3 war eine erhebliche Preissteigerung von mindestens 60 % verbunden. Der Grundpreis des Wartburg 353 lag bei etwa 18.000 Mark, der reale Verkaufspreis bei 20.000 bis 21.000 Mark. Der Grundpreis des Wartburg 1.3 wurde auf über 33.000 Mark erhöht. Für viele DDR-Bürger, die jahrelang auf einen neuen Wartburg gespart hatten und den Preis als – wie in der DDR bei Konsumgütern allgemein üblich – wenigstens einigermaßen verlässliche Größe einkalkuliert hatten (Preissteigerungen erfolgten eher schleichend), ergab sich plötzlich ein unvorhergesehenes Finanzierungsproblem. Ratenkauf oder Kreditaufnahme waren beim Neuwagenkauf nicht vorgesehen (obwohl sonst durchaus üblich) und Leasing war in der DDR unbekannt; das Fahrzeug war zum Zeitpunkt der Abholung immer bar oder mit Scheck zu bezahlen. Ein Aufschub des Kaufes war theoretisch möglich, aber problematisch; wenn ein Fahrzeug nicht gekauft wurde, wurde die Berechtigung – für den Einzelnen unberechenbar – um Monate bis Jahre zurückgestellt.
Dieser Preissprung beim langersehnten Viertakt-Wartburg sorgte bei der Bevölkerung für eine Desillusionierung über die künftigen Produkte des DDR-Automobilbaus. Deren Preis glich jetzt in etwa dem bis 1986 aus Frankreich importierten Citroën GSA, dessen Design vier Jahre jünger war als das des Wartburg und der umfangreicher ausgestattet war als Letzterer.
Eine Ursache für den enormen Preissprung waren die sehr hohen Kosten, die für die Einführung des neuen Antriebs aufgewendet werden mussten. Trotz der öffentlichen Empörung über die Preise gab es vor der Wende zu keinem Zeitpunkt ein Absatzproblem des Fahrzeugs. Dank des Viertaktmotors konnten die Fahrzeuge nun auch wieder relativ erfolgreich in Ländern wie Ungarn, Polen und der CSR verkauft werden. Selbst diese Ostblock-Staaten hatten zuvor den Import des Wartburg 353 aufgrund der Umweltbelastung des Zweitaktmotors gedrosselt oder gänzlich gestoppt.
Viele der langen Wartezeiten überdrüssigen Besteller von Importfahrzeugen (insbesondere Lada und Skoda) in der DDR bestellten trotzdem auf den Wartburg 1.3 um, andere wollten wegen der etwas besseren Ersatzteilversorgung lieber einen 4-Takt-PKW aus heimischer Produktion haben. Das führte Anfang 1989 zu einer explosionsartigen Erhöhung der ohnehin langen Bestellzeiten für den Wartburg.

## Prototypen nach 1989

### Wartburg 1.3 „New-Line“ (1990)

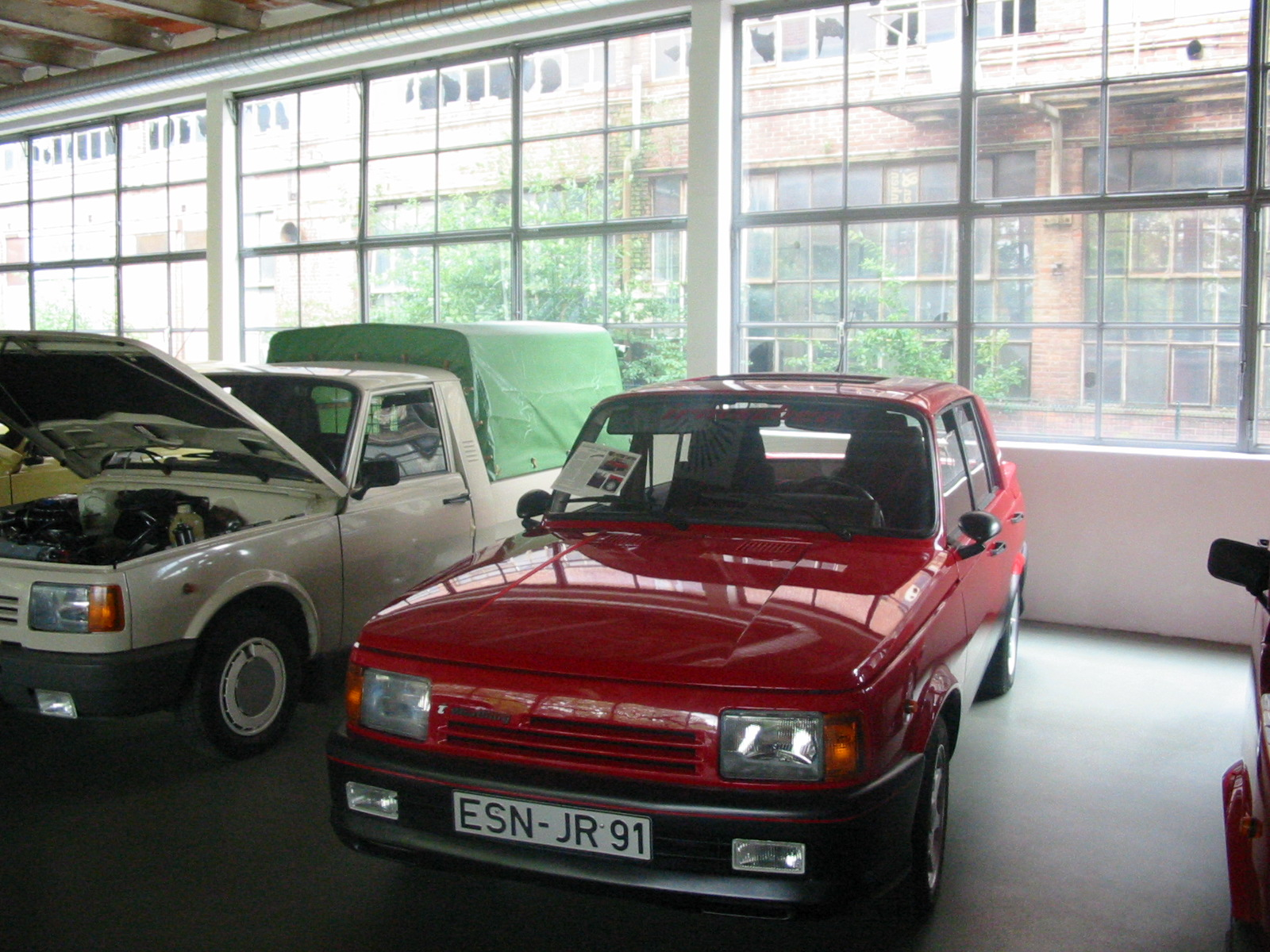
Wartburg 1.3 „New-Line“ 1990 – SNE353200L0
daneben Wartburg 1.3 Trans

Mitte 1990 stellte das AWE den modernisierten Wartburg 1.3 „New-Line“ vor. Dieses Fahrzeug entstand in Zusammenarbeit mit dem Opel-Tuner Irmscher (Irmscher-Wartburg) und war der letzte Versuch, den Wartburg am Markt zu halten. Neuerungen gab es an der Karosserie und an der Technik:
Die ergänzende Ausstattung der Karosserie umfasste neue Stoßstangen (im Stil des Opel Kadett E), Seitenschweller und eine Heckschürze. Neu waren auch geänderte Außenspiegel von Engelmann im Tropfendesign; Irmscher-Alufelgen (Lochkreis 4/160 in 6 × 14" mit 185/60er Bereifung) gehörten ebenfalls zum neuen Erscheinungsbild.
Der Innenraum wurde mit Sportsitzen von Opel und neuen Stoffbezügen in den Türen aufgewertet.
Das Getriebe war ein Vierganggetriebe von Wartburg mit Gleichlaufgelenkwellen (vgl. Trabant). Von Bilstein kam ein etwas härter als das Serienfahrwerk gefedertes Sportfahrwerk.
Nach der Herstellung von zwei Prototypen wurde dieses Projekt jedoch aufgegeben. Das Raid-Lenkrad und die Alufelgen von Irmscher waren allerdings eine Zeit lang lieferbar. Engelmann bot später zwei Varianten der Spiegel an: die Sportspiegel im Tropfendesign und die Monitorspiegel, die etwas größer als die Serienspiegel sind.

### Konzeptstudie Wartburg 1.3 Tourist L (1990)

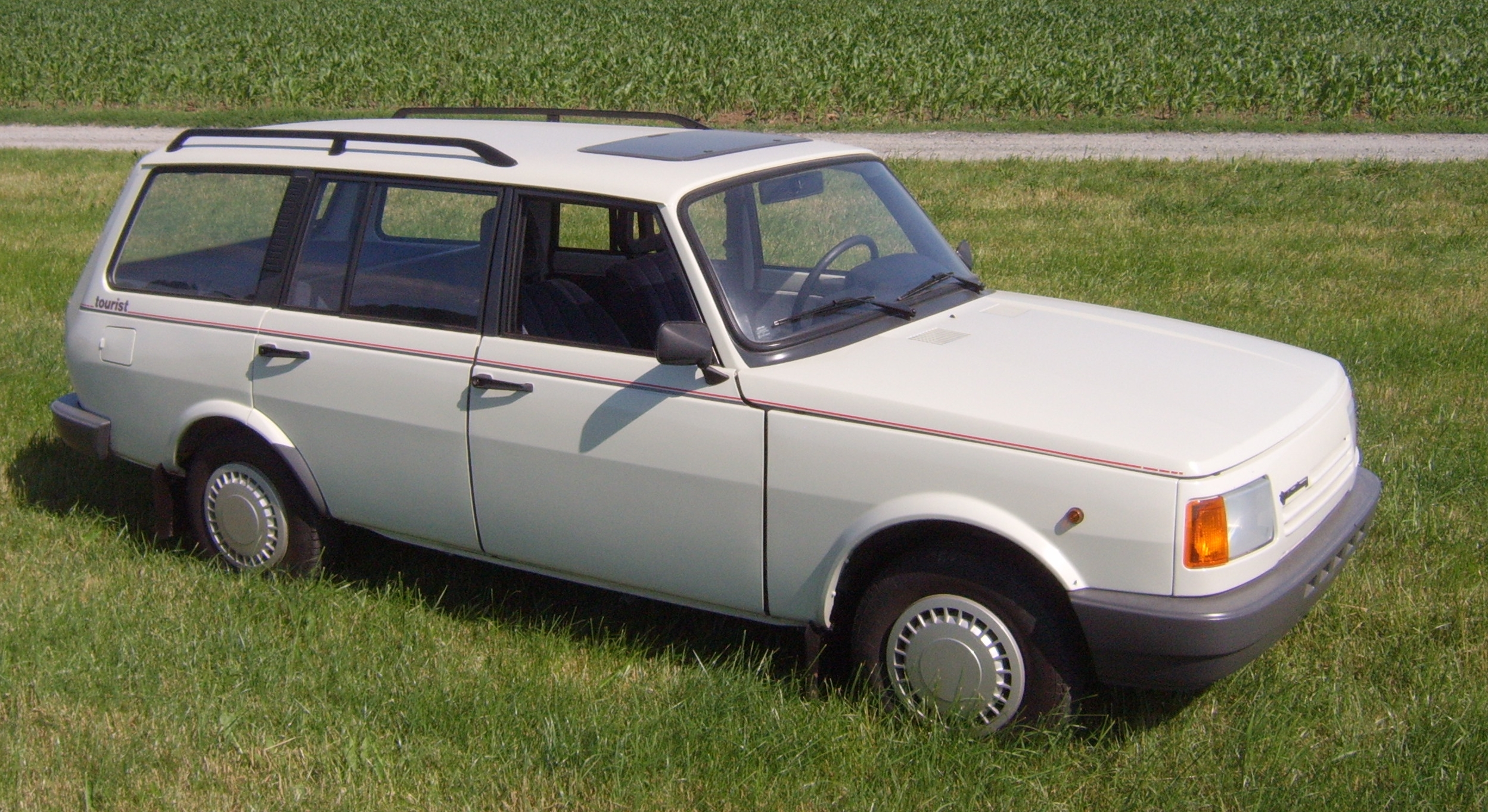
Konzeptstudie des Wartburg 1.3 Tourist L – SNE353209L0

Vom Karosserie- und Umbauspezialisten Karmann aus Osnabrück wurde analog zum Wartburg 1.3 „New-Line“ auch der Tourist überarbeitet. Zu den Neuerungen zählten: Glashubdach, Dachreling, schwarz abgesetzter Fensterbereich, Schweller, Nummernschildheckblende, Türstreifen, Kühlergrill, Teppichboden, neue Stoffe, aufgepolsterte Sitze, Türverkleidung, Ablage in der Fahrertür, Verkleidung der Schalttafel, Kofferraumabdeckung, Radzierblenden und Verkleidung der C-Säule. Dieses Zubehör war einige Zeit einzeln erhältlich.
Die Dachlast dieses Unikates ist trotz des eingebauten Glashubdaches mit 60 kg angegeben – im Normalfall waren nach dem Einbau eines Glashubdaches in einen Tourist nur 40 kg zulässig.

### Konzeptstudie Wartburg 1.4 (1990)
Nachdem die Kosten für die Produktion nach der Währungsreform explodierten, gab es im Juli 1990 die Maßgabe, eine Kostensenkung herbeizuführen. Das Ziel war eine Einsparung von 30 Prozent. Die meisten Zulieferbetriebe des AWE kamen dem Wunsch nach. Der größte Kostenfaktor innerhalb der Produktion war jedoch der Motor samt Getriebe von den Barkas-Werken, diese ließen sich nicht zu einer Preissenkung bewegen. So wurde unter Beteiligung des Waggonbau-Werkes Gotha ein anderer Partner für die Motoren gesucht. Der neue Motor sollte ohne große Veränderungen von Karosserie und Rahmen passen. Alte Kontakte zu Renault wurden wiederbelebt, es gab eine Presseankündung eines neuen Motors. Mit Renault war man sich recht schnell einig und brachte einen Prototyp des Motors samt Getriebe in den Forschungs- und Entwicklungsbereich nach Buchenau. Innerhalb einer Woche wurde der fahrfähige Prototyp fertiggestellt. Ein letztes Mal wurde Mitte Oktober 1990 über den Weiterbau des Wartburgs diskutiert, jedoch scheiterten alle Pläne an der zwischenzeitlich getroffenen Entscheidung, dass das Autowerk Eisenach zu liquidieren sei. Der fahrfähige Prototyp befindet sich heute im Museumsfundus des AWE.

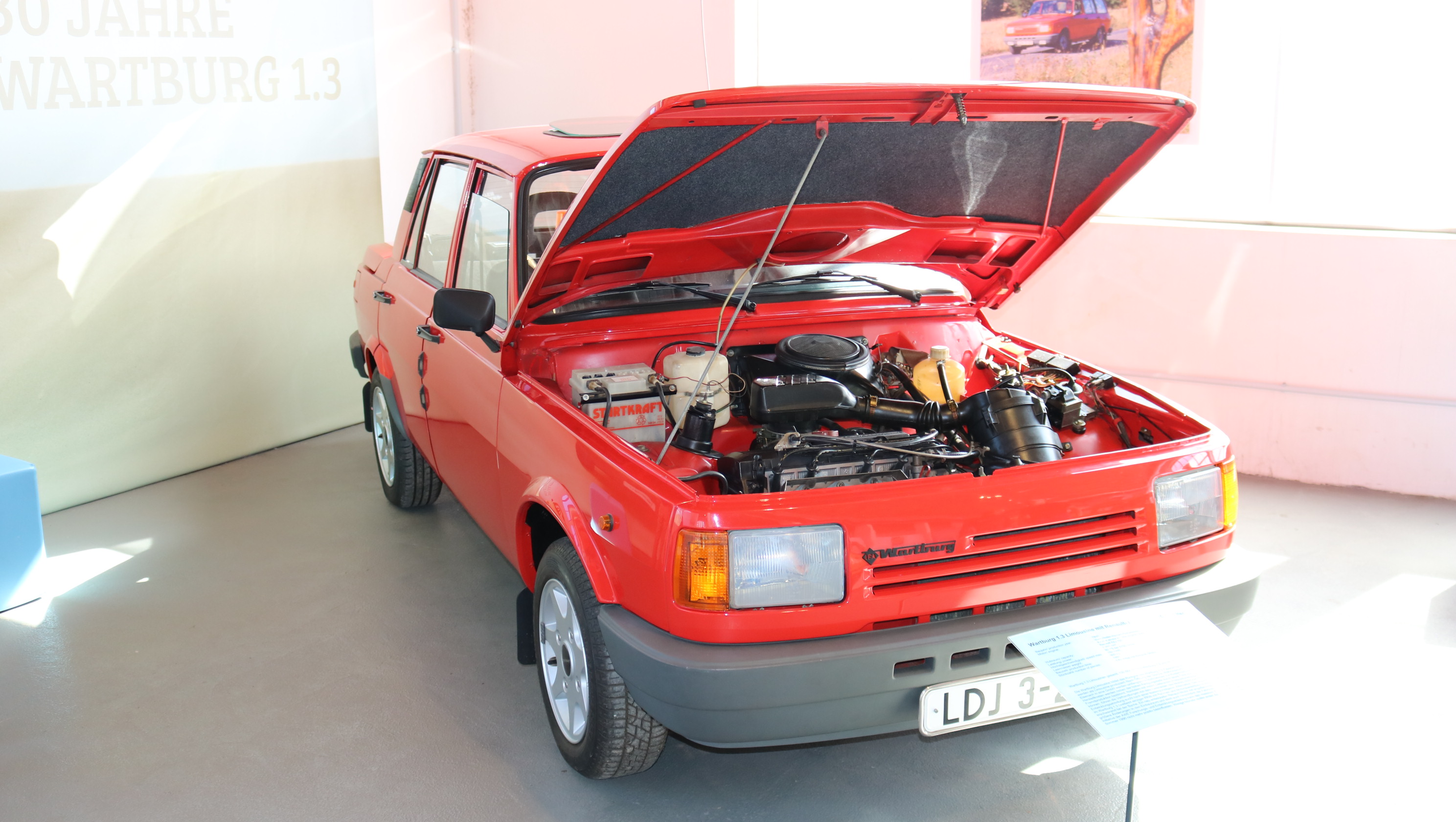
Prototyp eines Wartburg 1.4 mit Renault Motor

### Stückzahlen der Prototypen
- Volkspolizei-Prototyp (1990) (Stückzahl: 3)
- Irmscher-Wartburg „Wartburg New-Line“ (1990) (Stückzahl: 2)
- Wartburg Tourist Concept L (1990) (Stückzahl: 1)
- Ihling-Pickup (länger als „Trans“) (Stückzahl: 6)
- Trailer (Wartburg Rallye Team) (Stückzahl: 2; 1. Rallye-Look im Museum Eisenach, 2. Weiß als „normaler“ Trailer (aktive Nutzung))
- Wartburg Rallye 1.3 (1. Rallye-Look auf Rallye-Trailer im Museum Eisenach; Stückzahl: mindestens zwei – es wurden fünfzig wegen der FIA-Zulassung gebaut und 48 davon veräußert. Heute sind aber viele Nachbauten unterwegs, die keine Extra-Rallye-Ausstattung (innenbelüftete Scheibenbremsen und – wegen der Bodenfreiheit – 353-W-Nachschalldämpfer) haben. Kleines Kuriosum: Es gab auch Rallye-Service-Touristen, genaues ist aber nicht bekannt.)

## Sonstiges
- Zum 1. März 2018 gab das Bundesministerium der Finanzen in Deutschland eine Sondermarke der Briefmarkenserie „klassische deutsche Automobile“ zu einem Nennwert von 1,45 Euro aus, auf der der Wartburg 1.3 abgebildet ist.[7]